# Chien paria

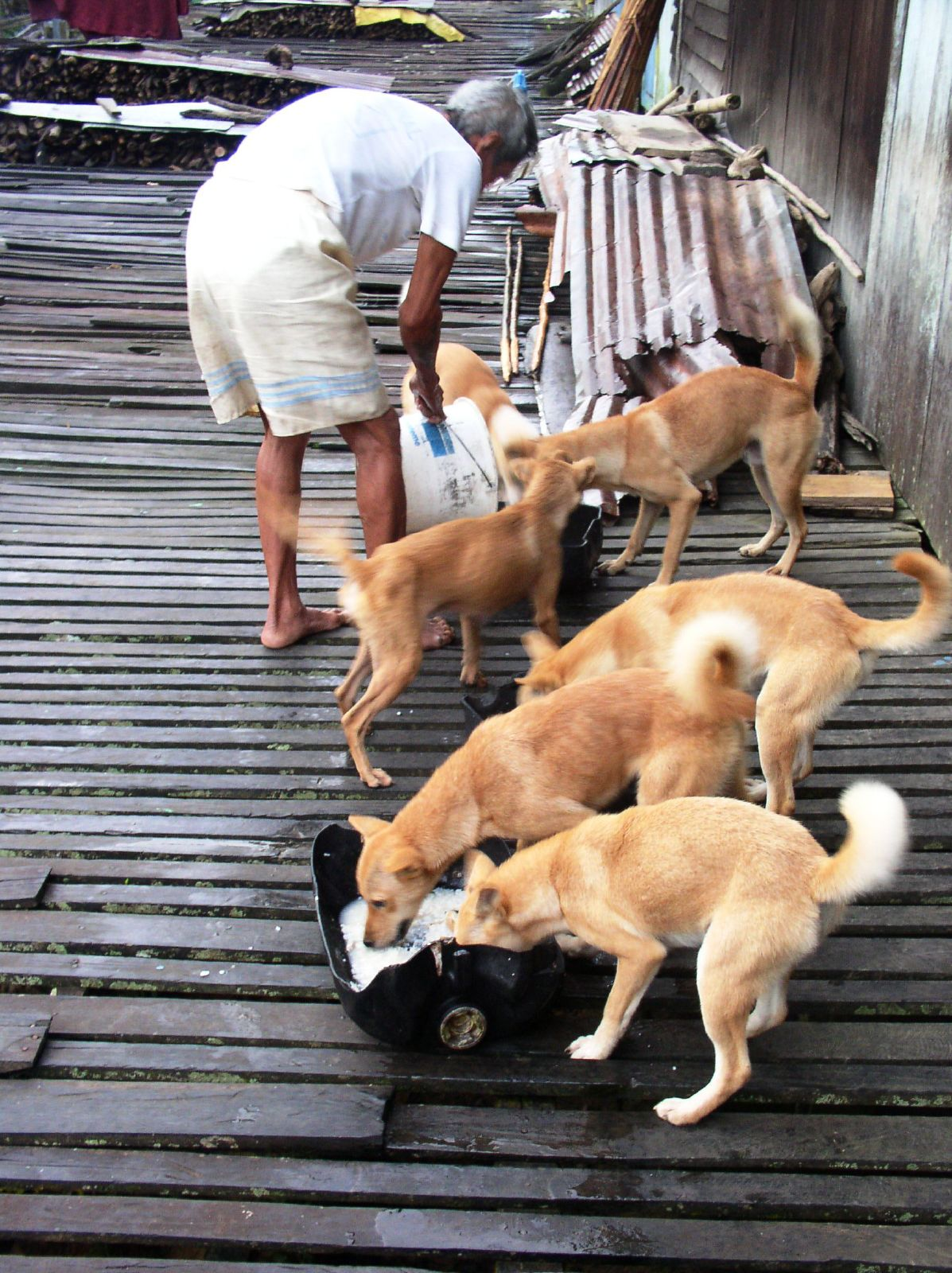
Chiens parias à Bornéo.

Un chien paria  est à l'origine un chien semi-sauvage d'Inde (nom dérivé de l'anglais pariah dog, également pi-dog ou pye-dog). On désigne également ainsi aujourd'hui des chiens commensaux de l'homme, vivant non seulement en Inde, mais aussi dans l'ensemble de l'Asie, en Océanie, dans l'Est de l'Europe ou en Afrique. Ils sont apparentés aux chiens primitifs et sont tolérés dans l'entourage des humains, comme éboueurs ou comme aide occasionnelle pour la chasse, mais n'ont jamais été vraiment domestiqués. Exemples de synanthropie, de la même manière que le moineau domestique ou le rat qui vivent dans l'entourage des habitations, ces chiens errants se nourrissent principalement de restes, éventuellement de proies chassées ou de nourriture donnée par les humains.

## Étymologie, origine

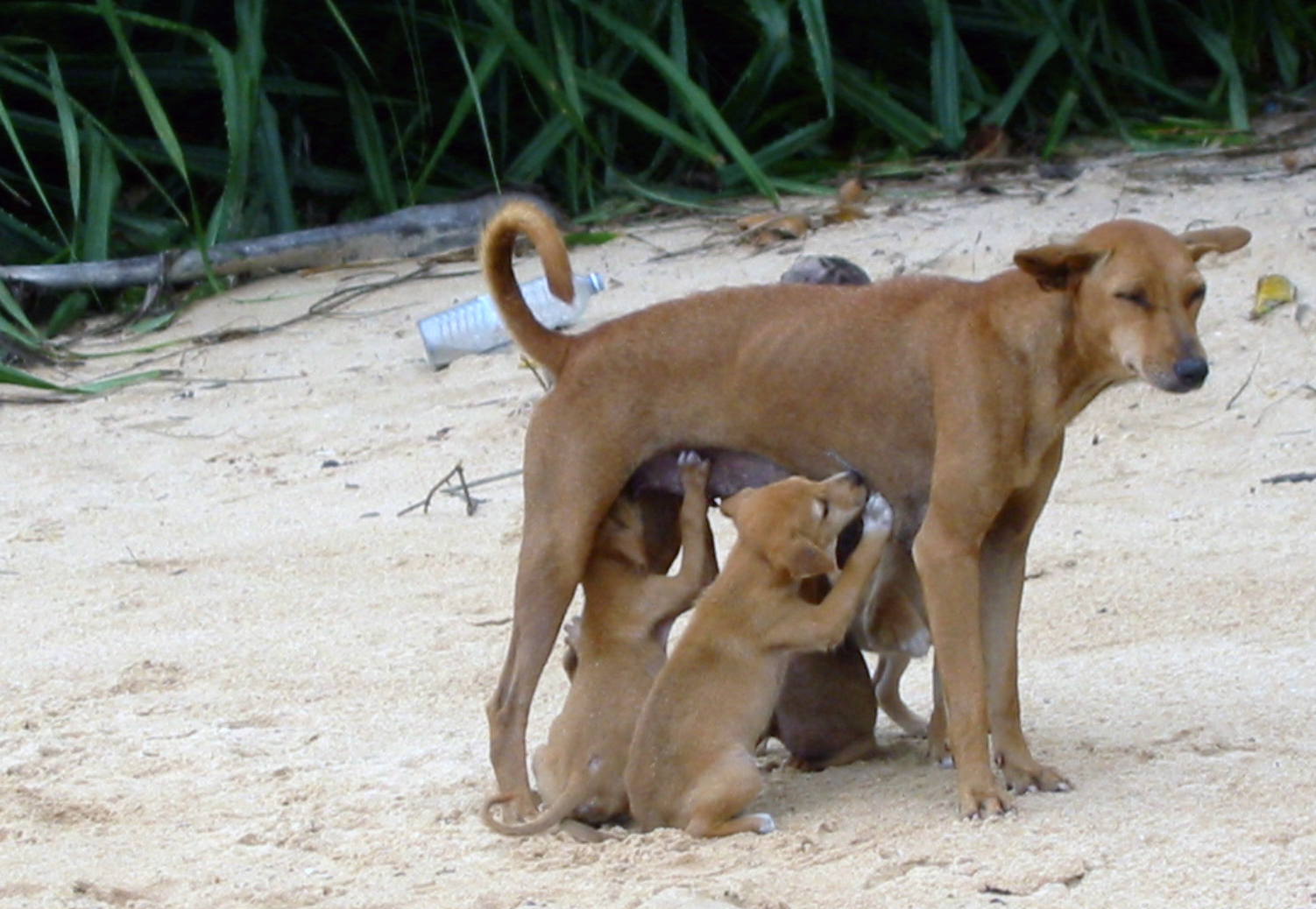
Chiens parias au Sri Lanka.

Le terme chien paria (pariah dog en anglais) provient du mot portugais paria, lui-même issu d'un mot tamoul signifiant homme hors caste ou homme de la dernière caste. Le terme remonte aux origines de la colonisation de l'Inde par les européens. Rudyard Kipling fait d'ailleurs référence aux chiens parias jaunes dans plusieurs de ses récits et notamment dans le Livre de la jungle. Le chien paria est également parfois appelé en anglais Indian Native Dog (ou encore INDog), mais il n'est cependant pas le seul chien originaire du sous-continent indien.
Chien semi-sauvage de l'Inde, le chien paria est à présent considéré comme une variété de chien primitif constituant une branche parallèle à celle du dingo, qui descendrait, lui, de chiens introduits par l'homme 3 000 ans environ av. J.-C. en Australie et revenus à la vie sauvage par marronnage.

## Ressemblances

### Avec le dingo
Le dingo australien est généralement considéré comme étant proche du chien paria indien. Son long isolement et sa vie à l'état sauvage font qu'il aurait pu conserver le type originel de chien paria. Quoiqu'ils vivent généralement totalement indépendants de l'homme, certains vivaient en périphérie des groupes humains avec qui ils avaient une relation comparable à celle des chiens parias. Il est également, comme le chien paria, fortement exposé à la pollution génétique, par hybridation avec des chiens domestiques.
Les chiens parias d'Asie du Sud-Est sont considérés comme étant particulièrement proches des dingos.

### Avec le Carolina Dog (ouNorth American Native Dog)

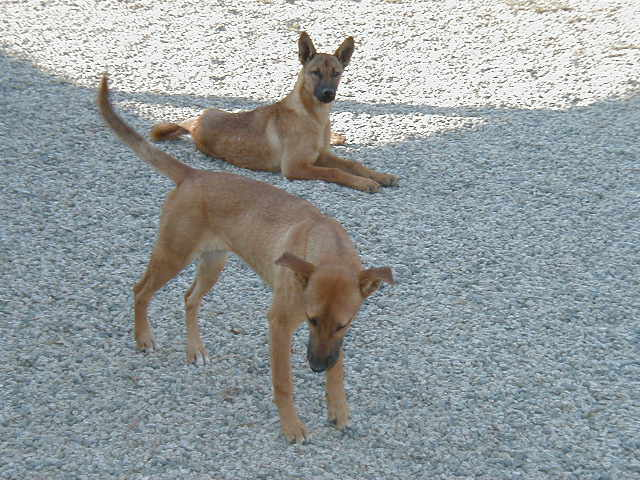
Carolina Dogs.

Il a été démontré une proximité génétique entre le chien paria asiatique, d'une part, et le Carolina Dog (également appelé North American Native Dog ou American Dingo ou encore Dixie Dingo),, un chien primitif américain, d'autre part. Ce chien vivait encore en meute et quasiment à l'état sauvage dans les années 1980, aux États-Unis, dans les marais de Caroline du Sud ou de Géorgie. Un standard de cette race a été développé par le United Kennel Club qui spécifie maintenant l'apparence de ce chien, depuis 1995.

### Avec d'autres races canines
Certaines races de chien se diffusent avec une mise en avant de leur origine ou leur type de « chien paria », notamment le chien de Canaan, originaire d'Israël et des Territoires palestiniens, mais aussi des races comme l'Africanis (Southern African native dog) ou même le basenji, qui sont des chiens africains, ou encore le chien de Taïwan.

Races apparentées aux chiens parias
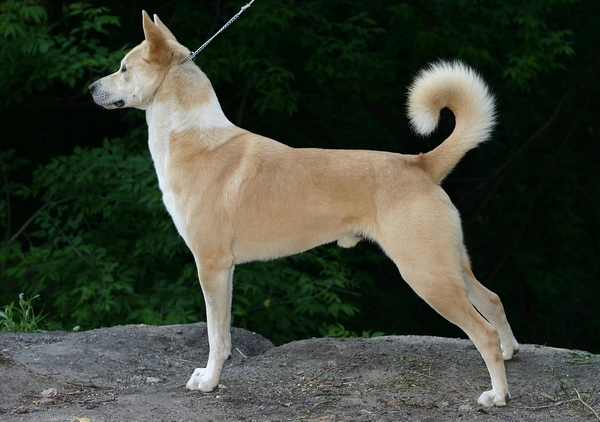
Chien de Canaan.
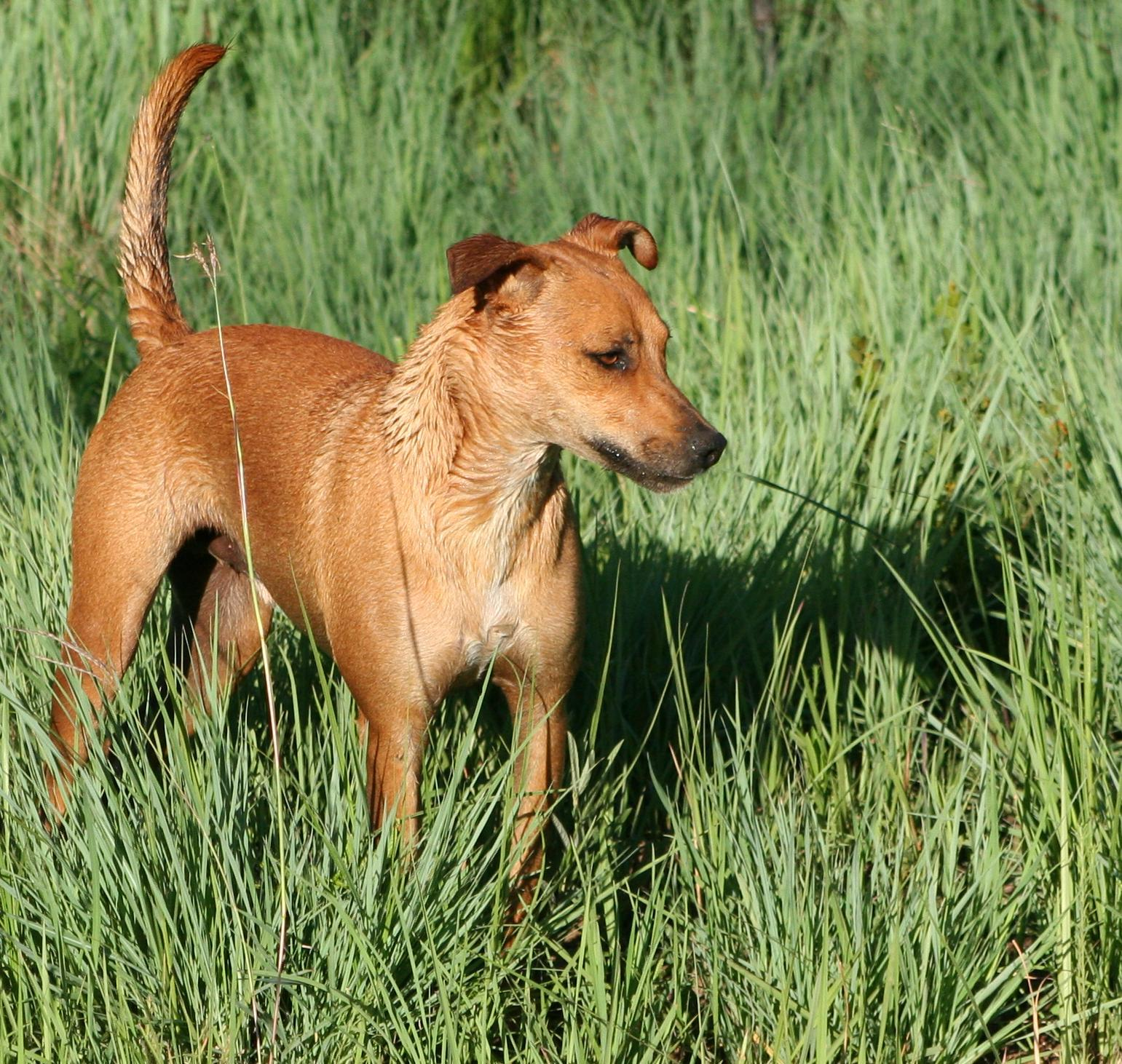
Africanis.
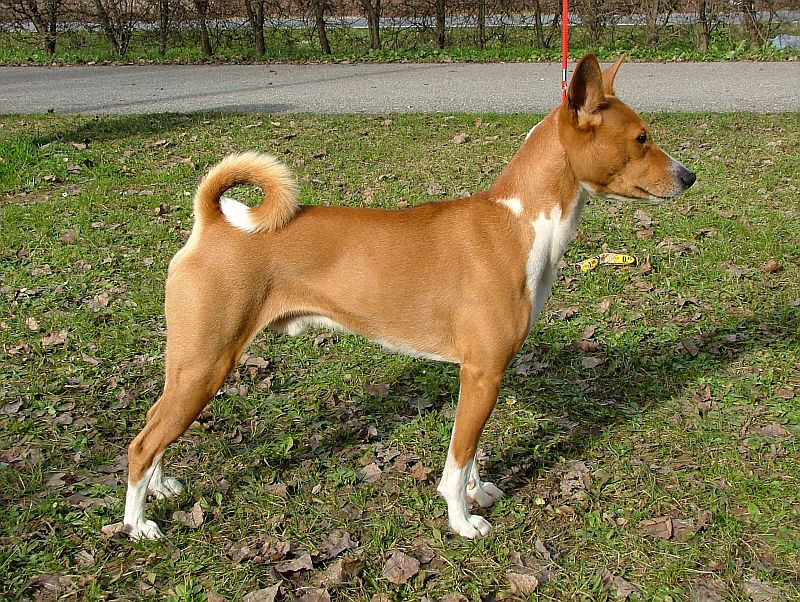
Basenji.
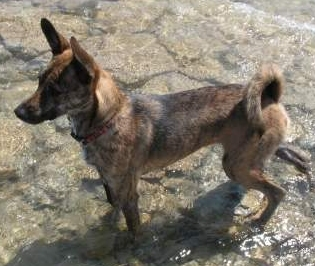
Chien de Taïwan.

## Problèmes sanitaires
Comme tous les chiens sans maître, les chiens parias sont des porteurs potentiels de zoonoses et des propagateurs de germes pathogènes susceptibles de provoquer des maladies graves pour l'homme, comme la rage.
Victimes de maltraitance, de malnutrition ou de blessures, bon nombre de ces chiens sont dans un état sanitaire déplorable.

## Aspects culturels
Les meutes de chiens « parias », animaux semi-sauvages qui se nourrissent de charognes, de déchets et d'ordures autour des habitations humaines, sont considérées en Asie du Sud comme étant des intouchables.